# Cibotium regale
Cibotium regale är en ormbunkeart som beskrevs av Linden och John Smith. Cibotium regale ingår i släktet Cibotium och familjen Cibotiaceae. Inga underarter finns listade.

## Bildgalleri

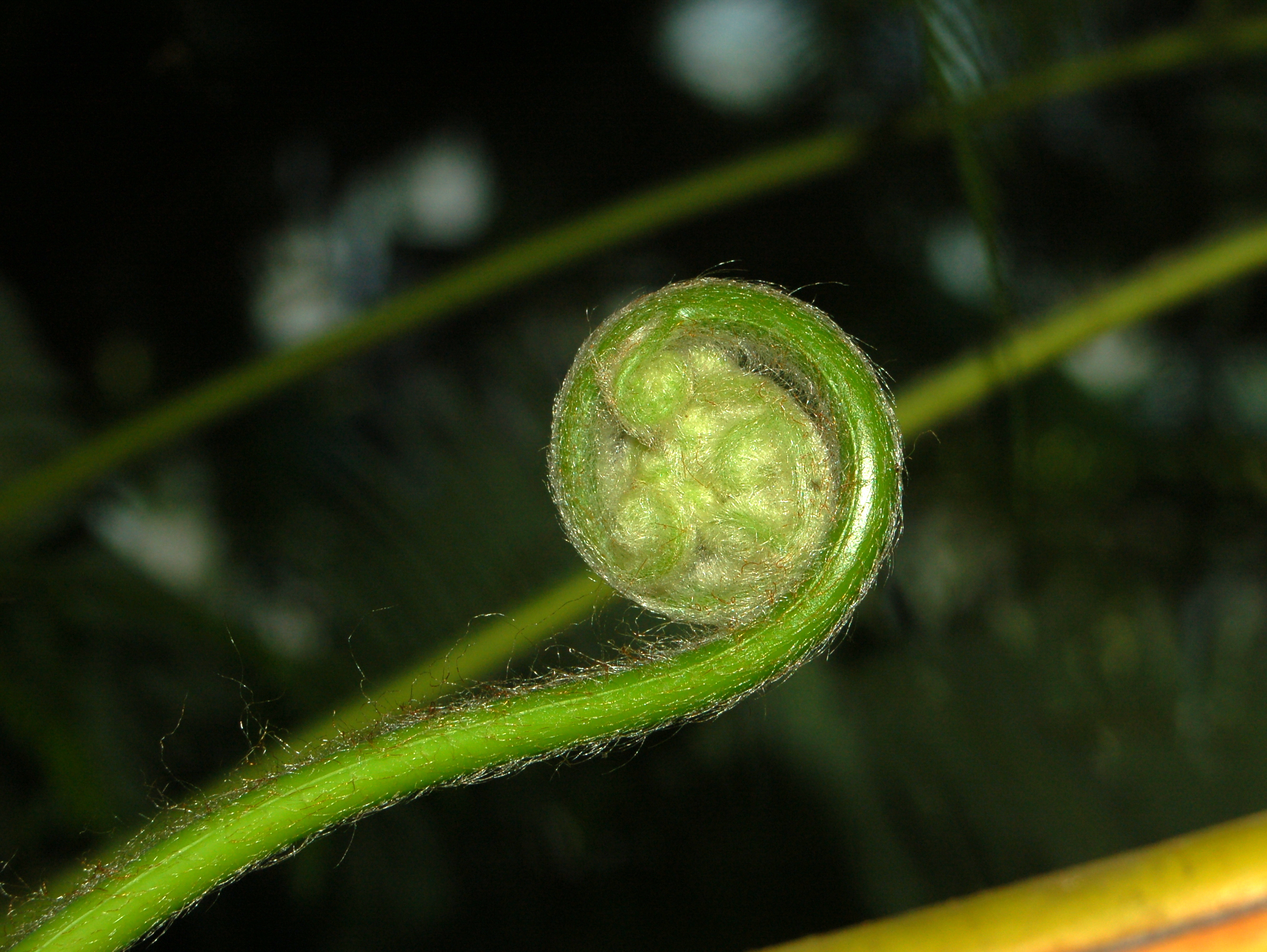